# متحف مايدانيك الحكومي
متحف ولاية مايدانيك (البولندية: Państwowe Muzeum na Majdanku)  هو متحف تذكاري ومركز تعليمي تأسس في خريف 1944 على أراضي معسكر الاعتقال النازي الألماني مايدانيك الواقع في لوبلين، بولندا. وكان أول متحف من نوعه في العالم، مخصص بالكامل لذكرى الفظائع التي ارتكبت في شبكة معسكرات الاعتقال والعمل القسري والإبادة والمعسكرات الفرعية في كوالالمبور لوبلين خلال الحرب العالمية الثانية. يؤدّي المتحف العديد من المهام بما في ذلك البحث العلمي في الهولوكوست في بولندا. ويضم مجموعة دائمة من القطع الأثرية النادرة والصور الأرشيفية والشهادات.